# Saint-Alban-les-Eaux
Saint-Alban-les-Eaux – miejscowość i gmina we Francji, w regionie Owernia-Rodan-Alpy, w departamencie Loara. Nazwa miejscowości pochodzi od imienia św. Albana.
Według danych na rok 1990 gminę zamieszkiwały 843 osoby, a gęstość zaludnienia wynosiła 109 osób/km² (wśród 2880 gmin regionu Rodan-Alpy Saint-Alban-les-Eaux plasuje się na 875. miejscu pod względem liczby ludności, natomiast pod względem powierzchni na miejscu 1301.).